# 阿法纳西·别洛博罗多夫
阿法纳西·帕夫兰季耶维奇·别洛博罗多夫（俄语：Афанасий Павлантьевич Белобородов，1903年1月18日—1990年9月1日），苏联陆军大将，曾担任莫斯科军区司令。早年参与俄国内战，1929年参与与中国的军事冲突，接替战死的指挥官，第二次世界大战苏德战争期间参与东线战场作战。1945年担任红旗第1集团军司令，参与苏日战争。战后曾担任第39集团军司令，1947年至1953年负责统治中国城市大连，1955年与中國共產黨将领萧劲光举行旅顺基地的交接仪式。